# Belanský tajch
Beliansky tajch je tajch ve Štiavnických vrších, u obce Banská Belá v okrese Banská Štiavnica.
Tajch vznikl před rokem 1747. V druhé polovině 18. století i v 19. století sloužil tajch, společně s Halčianským tajchem k pohonu stoup v Kozelnické dolině.

## Hráz
- Základní rozměry:
  - Výška hráze 19 m
  - Šířka hráze 9.00 m
  - Délka hráze 130.00 m
  - Kóta koruny hráze 556.75 m
  - Objem vodní nádrže – 146000 m³